# Linas Kleiza
Linas Kleiza (Kaunas, 3 gennaio 1985) è un ex cestista e dirigente sportivo lituano.

## Carriera

### Club
Alto 203 cm, dal 2010 al 2013 ha giocato come ala piccola nei Toronto Raptors. Precedentemente aveva iniziato la sua esperienza NBA con i Denver Nuggets dal 2005 al 2009, da cui si è svincolato in qualità di restricted free agent firmando per due anni con il team ellenico dell'Olympiacos.
Nel 2013 ha militato nel Fenerbahçe.
Nel luglio 2014 ha firmato un contratto con l'Olimpia Milano, pertanto nella stagione 2014/2015 ha giocato nella squadra meneghina nel ruolo di ala..

### Nazionale
Nel 2007 è stato convocato per gli Europei in Spagna con la maglia della nazionale della Lituania e nel 2010 per i Mondiali in Turchia. In questi ultimi, viste le numerose assenze della selezione lituana, è l'assoluto leader, trascinando la sua formazione fino al terzo posto mondiale con prestazioni di altissime qualità e con ottime statistiche: 19,1 punti, 7,4 rimbalzi, 1,4 assist. Viene anche selezionato per il miglior quintetto assoluto del mondiale.

### In Italia
Nell'estate 2014 l'Olimpia Milano rinnova parte della squadra. Sono ingaggiati Linas Kleiza dal Fenerbahçe Spor Kulübü assieme a Joe Ragland da Cantù, MarShon Brooks dai Los Angeles Lakers a il centro Shawn James dal Maccabi Tel Aviv. L'avventura a Milano dura un solo anno.

## Statistiche

### College
| Anno      | Squadra         | PG | PT | MP   | TC%  | 3P%  | TL%  | RP  | AP  | PRP | SP  | PP   |
| --------- | --------------- | -- | -- | ---- | ---- | ---- | ---- | --- | --- | --- | --- | ---- |
| 2003-2004 | Missouri Tigers | 16 | 0  | 23,1 | 43,8 | 34,8 | 62,1 | 8,4 | 0,8 | 0,4 | 0,3 | 11,1 |
| 2004-2005 | Missouri Tigers | 33 | 28 | 31,5 | 40,3 | 27,4 | 73,2 | 7,6 | 1,6 | 0,6 | 0,3 | 16,1 |
| Carriera  | Carriera        | 49 | 28 | 28,7 | 41,3 | 28,7 | 70,7 | 7,9 | 1,3 | 0,6 | 0,3 | 14,4 |

### NBA

#### Regular Season
| Anno      | Squadra         | PG  | PT | MP   | TC%  | 3P%  | TL%  | RP  | AP  | PRP | SP  | PP   |
| --------- | --------------- | --- | -- | ---- | ---- | ---- | ---- | --- | --- | --- | --- | ---- |
| 2005-2006 | Denver Nuggets  | 61  | 2  | 8,5  | 44,5 | 15,4 | 70,4 | 1,9 | 0,2 | 0,2 | 0,2 | 3,5  |
| 2006-2007 | Denver Nuggets  | 79  | 14 | 18,8 | 42,2 | 37,6 | 85,2 | 3,4 | 0,6 | 0,4 | 0,2 | 7,6  |
| 2007-2008 | Denver Nuggets  | 79  | 13 | 23,9 | 47,2 | 33,9 | 77,0 | 4,2 | 1,2 | 0,6 | 0,2 | 11,1 |
| 2008-2009 | Denver Nuggets  | 82  | 7  | 22,2 | 44,7 | 32,6 | 72,5 | 4,0 | 0,8 | 0,4 | 0,2 | 9,9  |
| 2010-2011 | Toronto Raptors | 39  | 23 | 26,5 | 43,8 | 29,8 | 63,1 | 4,5 | 1,0 | 0,5 | 0,2 | 11,2 |
| 2011-2012 | Toronto Raptors | 49  | 3  | 21,6 | 40,2 | 34,6 | 81,0 | 4,1 | 0,9 | 0,5 | 0,1 | 9,7  |
| 2012-2013 | Toronto Raptors | 20  | 3  | 18,8 | 33,3 | 30,3 | 84,2 | 2,6 | 0,8 | 0,2 | 0,1 | 7,4  |
| Carriera  | Carriera        | 409 | 65 | 20,0 | 43,5 | 33,5 | 76,3 | 3,6 | 0,8 | 0,4 | 0,2 | 8,7  |

#### Play-off
| Anno     | Squadra        | PG | PT | MP   | TC%  | 3P%  | TL%  | RP  | AP  | PRP | SP  | PP   |
| -------- | -------------- | -- | -- | ---- | ---- | ---- | ---- | --- | --- | --- | --- | ---- |
| 2006     | Denver Nuggets | 3  | 0  | 4,7  | 37,5 | 0,0  | 0,0  | 1,3 | 0,7 | 0,0 | 0,0 | 2,0  |
| 2007     | Denver Nuggets | 5  | 0  | 13,2 | 23,1 | 16,7 | 50,0 | 1,6 | 0,4 | 0,0 | 0,0 | 1,6  |
| 2008     | Denver Nuggets | 4  | 3  | 30,5 | 53,7 | 21,4 | 69,2 | 6,5 | 0,8 | 0,3 | 0,0 | 14,0 |
| 2009     | Denver Nuggets | 14 | 0  | 15,0 | 47,0 | 42,5 | 75,0 | 3,2 | 0,5 | 0,4 | 0,1 | 6,9  |
| Carriera | Carriera       | 26 | 3  | 15,8 | 46,1 | 34,4 | 71,8 | 3,2 | 0,5 | 0,2 | 0,0 | 6,4  |

### Eurolega
| Anno      | Squadra        | PG | PT | MP   | TC%  | 3P%  | TL%  | RP  | AP  | PRP | SP  | PP    |
| --------- | -------------- | -- | -- | ---- | ---- | ---- | ---- | --- | --- | --- | --- | ----- |
| 2009-2010 | Olympiakos     | 22 | 21 | 30,4 | 48,0 | 34,9 | 79,8 | 6,5 | 1,3 | 0,7 | 0,2 | 17,1* |
| 2013-2014 | Fenerbahçe     | 24 | 7  | 21,3 | 45,4 | 30,5 | 91,8 | 3,5 | 0,8 | 0,4 | 0,1 | 10,1  |
| 2014-2015 | Olimpia Milano | 24 | 7  | 19,5 | 42,5 | 35,2 | 78,8 | 3,1 | 0,3 | 0,2 | 0,1 | 7,3   |
| Carriera  | Carriera       | 70 | 35 | 23,5 | 45,9 | 33,9 | 83,8 | 4,3 | 0,8 | 0,4 | 0,1 | 11,4  |

## Palmarès

### Squadra
- Campionato turco: 1

Fenerbahçe Ülker: 2013-14
- Coppa del Presidente: 1

Fenerbahçe Ülker: 2013
- Coppa di Grecia: 1

Olympiakos: 2009-10

### Individuale
- All-Euroleague First Team: 1

Olympiacos: 2009-10
- Alphonso Ford Trophy: 1

Olympiakos: 2009-10
- Membro del quintetto ideale ai Mondiali di Basket 2010